# هوهندوبراو
هوهندوبراو (به آلمانی: Hohendubrau) یک شهر در آلمان است که در زاکسن واقع شده‌است. هوهندوبراو ۲٬۲۲۱ نفر جمعیت دارد.